# 인도 제국
인도 제국(영어: Indian Empire)은 1877년에 성립된 영국의 식민 제국이었다. 영국 국왕이 인도 황제를 겸임하였다. 인도에서는 영국의 지배(영어: British Raj, 힌디어: ब्रिटिश राज)라고 부른다. '영국의 지배'라는 용어는 통치 시기를 이르는 말로 사용되기도 하는데, 이 때는 영국의 영향력이 실질적으로 행사되었던 기간인 1858년부터 1947년을 포괄적으로 지칭하기도 한다. '영국의 지배' 지역들(현대에는 인도라고 통칭)은 대영제국이 직할하는 지역(당시 영국령 인도라고 불린 지역)과 더불어, 영국 왕실 고위층이 사적으로 소유한 땅도 포함되었다. 그러한 지역은 '인도 제국'이라는 용어에는 잘 포함되지 않는 편이다. '인도'라는 이름으로, 인도 제국은 국제연맹의 창립 회원국이었으며, 1900년, 1920년, 1932년, 1936년 하계 올림픽에 참가국이었으며, 유엔의 창립 회원국이었다.
이러한 지배구조가 확립된 것은 1858년으로 영국 동인도 회사가 빅토리아 여왕에게 통치권을 이관하면서부터이며, 1876년에는 인도 제국을 선언하여 1947년까지 지속된다.
1857년에 세포이 항쟁으로 무굴 제국이 영국에 의해 멸망한 1858년부터 1876년전까지는 영국 동인도 회사가 인도를 간접 통치했으나 1877년에 인도 제국이 성립되자 인도는 영국의 직할령이 되었다. 인도 제국은 1947년에 인도 자치령이 성립하였고, 이듬해 1948년 버마와 실론도 분리 독립하면서 완전히 소멸했다.

## 역사
무굴 제국 말기인 1857년에 세포이 항쟁이 일어났다. 그러나 영국은 세포이 항쟁을 무력으로 진압한 뒤, 회사령 인도에서 행정부를 인계받는다. 1858년 영국 동인도 회사의 통치가 빅토리아 여왕의 이름으로 영국 왕실에 이양되면서 영국령 인도 제국의 통치 체제가 확립되었다. 그 이후 인도를 발판으로 아프가니스탄 왕국의 일부 지방과 미얀마를 인도 제국에 합병했다.
그러나 영국식 고등교육을 받았으나 출세의 길이 막힌 식민지 엘리트 가운데서 반영 감정이 일어나기 시작했으며, 모한다스 카람찬드 간디를 위시한 인도 국민 회의파가 등장하면서 반영 투쟁이 시작되었다. 1914년 제1차 세계 대전이 터지자, 1917년 인도장관 에드윈 몬태규는 행정에서 인도인의 참여를 늘리고 자치 기관의 점진적인 발전을 도모하는 것이 영국의 목표라고 천명했다.
그러나 1차 세계 대전 종전 후, 영국은 인도 내에 테러나 스파이 활동이 발생할 경우 체포영장 발부 등의 적법한 절차없이 곧바로 체포할 수 있는 롤랫법을 제정하여 인도의 펀자브 지방에서 운동가들을 억압하였다. 이에 인도 민족지도자인 모한다스 카람찬드 간디는 '비폭력, 불복종 운동'을 주도하여 반영운동을 또다시 전개했고, 롤랫법 폐지와 완전 자치를 요구하였다. 그러자 억압법 위원회의 권고에 따라 롤랫법은 폐지되었다.
1935년에는 '신인도통치법'을 제정하여 인도 제국에 직접선거권과 자치권을 주었으나 군사권과 외교권은 인도 총독에게 남아있었기 때문에 인도 내에 독립운동가들의 완전독립을 목표로 하는 반영운동은 계속되었다. 제2차 세계 대전이 터지자 영국은 독립을 명목으로 지원을 인도에 요구했으나 간디는 이를 거절하였다. 1947년, 제2차 세계 대전이 끝나면서 인도 자치령, 파키스탄 (현 방글라데시인 옛 동파키스탄 지방도 포함)이 영국으로부터 독립하면서 인도 제국은 해체되었다.

## 사회와 문화
인도 전역을 지배하기 이전, 영국 동인도 회사는 마라타 전쟁과 마이소르 전쟁의 결과 펀자브 지방을 제외한 인도에 대한 지배권을 확보하였다. 영국 동인도 회사는 19세기 초, 인도에 대한 지배권을 확보하고, 효율적으로 통제하기 위해 지세제도를 바탕으로 징세 기구를 만들었으며, 교육제도를 정비하였다.
세포이 항쟁을 진압한 이후, 1858년 영국이 동인도 회사를 폐지하고 직접 인도 전역(포르투갈령 인도 제외)을 통치하면서 무굴제국은 멸망하고 이에 따라 인도에 대한 영국의 영향력이 강해지자, 인도 내부에서 서구식 교육을 받아들인 지식인들이 나타나 인도 사회를 개혁하고, 영국의 지배에 저항하였다. 특히, 19세기 후반 콜카타를 중심으로 전개된 새로운 종교운동, 문예 부흥운동, 정치 운동에 크게 영향을 주었다.
인도의 영국 식민정부는 사티 등 악습 등을 폐지하거나 억제하였다.

## 역대 황제
- 빅토리아 (1858년~1901년)
- 에드워드 7세 (1901년~1910년)
- 조지 5세 (1910년~1936년)
- 에드워드 8세 (1936년)
- 조지 6세 (1936년~1947년)

## 같이 보기
- 인도 총독 목록